# Organizacyja
Organizacyja (ros. Организация) – chutor w zachodniej Rosji, w sielsowiecie niżnierieutczanskim rejonu miedwieńskiego w obwodzie kurskim.

## Geografia
Miejscowość położona jest nad Rieutem (lewy dopływ Sejmu), 7 km od centrum administracyjnego sielsowietu (Niżnij Rieutiec), 7,5 km na zachód od centrum administracyjnego rejonu (Miedwienka), 34,5 km na południowy zachód od Kurska, 9 km od drogi magistralnej (federalnego znaczenia) M2 «Krym».
W chutorze znajdują się 84 posesje.
Klimat
Miejscowość, jak i cały rejon, znajduje się w strefie klimatu kontynentalnego z łagodnym ciepłym latem i równomiernie rozłożonymi opadami rocznymi (Dfb w klasyfikacji klimatów Köppena).

## Demografia
W 2010 r. chutor zamieszkiwało 69 osób.